# Черний, Василий Васильевич
Черний Василий Васильевич (род. 3 ноября 1959, Ванжулов, Тернопольская область) — украинский политический деятель, депутат Верховной Рады Украины 6-го созыва.

## Биографические сведения
Родился 3 ноября 1959 года в с. Ванжулов Лановецкого района, Тернопольская область. После окончания Ванжуловской восьмилетней школы продолжал обучение в Буглевской средней школе Лановецкого района Тернопольской области. В 1976 году поступил в Уманского сельскохозяйственного института имени М. Горького, который окончил в 1981 году по специальности «учёный-агроном». После окончания института работал агрономом районной станции защиты растений в пгт. Лановцы Львовской области.
С апреля 1981 года по ноябрь 1982 год проходил срочную военную служба. В течение 1983—1984 лет работал агрономом по семеноводству в районном управлении сельского хозяйства Лановецкого райисполкома Тернопольской области. С ноября 1984 года по 1987 год старший агроном отдела освоения песков и малопродуктивных земель Украинского научно-исследовательского института садоводства УААН. В 1987—1992 годах работал на Крымской опытной станции садоводства, где прошел путь от младшего научного сотрудника до заместителя директора по научной работе. Окончил аспирантуру при Украинском научно-исследовательском институте УААН. С 1992 года по 1998 год директор Подольской опытной станции Института садоводства Украинской академии аграрных наук.
С февраля 1998 года по декабрь 1999 года возглавлял Липовецкую райгосадминистрацию Винницкой области
С декабря 1999 года начальник Главного управления сельского хозяйства и продовольствия облгосадминистрации, а с августа 2005 года— начальник Главного управления агропромышленного развития облгосадминистрации. В июне 2006 года назначен заместителем председателя Винницкой облгосадминистрации по вопросам агропромышленного комплекса. На выборах в Винницкий областной совет 31 октября 2010 года избран депутатом в одномандатном мажоритарном округе № 19 (центр — г. Липовец).
31 октября 2011 года избран депутатом Верховной Рады Украины 6-го созыва список Блока Литвина № 24; вступил в полномочия с 1 ноября 2011 г. Член Комитета Верховной Рады Украины по вопросам аграрной политики и земельных отношений; Секретарь группы по межпарламентским связям с Доминиканской Республикой; Член группы по межпарламентским связям с Уругваем.
На выборах в Верховную раду 2012 года кандидат в народные депутаты в округе № 13.
После продолжил предпринимательскую и политическую деятельность, член Народной партии Украины.

## Награды и звания
За весомый личный вклад в развитие агропромышленного производства, многолетний самоотверженный труд и высокий профессионализм в 2002 году ему присвоено Почетное звание «Заслуженный работник сельского хозяйства Украины», также награждён трудовым отличием Министерства аграрной политики Украины — «Знак Почета». Украинская православная церковь за вклад в духовное развитие украинского народа наградила Орденом Святого Владимира II степени.